# 姆旺加國家公園
0°36′S 12°42′E / 0.600°S 12.700°E
姆旺加國家公園是加蓬的國家公園，位於該國東北部奧果韋-伊溫多省，面積1,160平方公里，始建於2002年，該地區土壤肥沃，吸引多種動物棲息。